# Серпухов (малый ракетный корабль)
«Серпухов» — малый ракетный корабль проекта 21631 «Буян-М», пятый корабль серии.

## История строительства
В тендере на строительство кораблей проекта 21631 участвовало девять судостроительных предприятий. Тендер был выигран Зеленодольским ССЗ 17 мая 2010 года, а уже 28 мая был подписан контракт на строительство кораблей данной серии.
Корабль «Серпухов» был заложен 25 января 2013 года и стал пятым кораблём этого проекта.
Корабль назван в честь города Серпухов.
Корабль был спущен на воду 3 апреля 2015 года.
18 ноября 2015 года прибыл в пункт базирования Черноморского флота — город Севастополь.
12 декабря 2015 года на корабле был поднят Андреевский флаг, и корабль официально вошёл в состав 41-й бригады ракетных катеров Черноморского флота.

## Служба
30 марта 2016 года МРК «Серпухов» вышел из базы в Севастополе и направился в Средиземное море к берегам Сирии, и после завершения боевого дежурства вернулся в Чёрное море 23 июля.
15 августа 2016 года вместе с однотипным МРК «Зелёный Дол» прибыл в восточную часть Средиземного моря для проведения тактических учений.
19 августа 2016 года совместно с однотипным МРК «Зелёный Дол» выполнил три пуска крылатых ракет «Калибр» из восточной части Средиземного моря. По заявлению МО России, ракеты ударили по целям группировки «Джебхат ан-Нусра» в Сирии и в результате ударов уничтожены командный пункт и база террористов в районе населенного пункта Дар-Тааза, а также завод по производству минометных боеприпасов и крупный склад вооружения в провинции Алеппо.
С 15 августа по 17 сентября 2016 года — боевая служба в Средиземном море.
4 октября 2016 года МРК «Серпухов» совместно с однотипным МРК «Зелёный Дол» вышли из базы в Севастополе и направились в Средиземное море, где в целях плановой ротации войдут в состав постоянного оперативного соединения Военно-Морского Флота в дальней морской зоне.
С 4 по 28 октября 2016 года малые ракетные корабли «Зелёный Дол» и «Серпухов» провели совместный переход из Севастополя в Балтийск, совершив деловые заходы в порты Валлетта (Мальта) и Сеута (Испания). Корабли официально вошли в состав 36-й бригады ракетных катеров Балтфлота.
30 июля 2017 года принимал участие в главном военно-морском параде в Санкт-Петербурге в честь Дня ВМФ России.
1 декабря 2017 года участвовал в учениях по отражению авианалета условного противника на базу Балтийского флота. В пресс-службе Балтийского флота отметили, что в 2017 году МРК «Серпухов» удостоился почетного наименования «ударный».
Главное управление разведки Украины сообщило в апреле 2024 года, что провели операцию поджога на борту корабля (находящегося на Балтийской военно-морской базе под Калининградом), при этом утверждая, что корабль получил значительные повреждения. Сообщалось, что из-за пожара внутри корабля полностью уничтожены его средства связи и автоматизации, восстановление боеспособности «Серпухова» может потребовать длительного времени. 8 апреля ГУР опубликовал видео возгорания, снятое на корабле. В июле 2024 года ГУР провел пресс-конференцию, где раскрыл некоторые детали операции по выводу корабля из строя. На ней сообщили, что поджог устроил российский моряк-перебежчик, который также вынес с корабля секретные документы. После этого он вступил в воюющий на украинской стороне легион «Свобода России».
28 июля 2024 года корабль принял участие в параде в Петербурге, посвященном Дню военно-морского флота.

## Командиры
- Капитан 3 ранга Люшин Петр Олегович (2015—2018)
- Капитан 3 ранга Капети Богдан Валерьевич (2018—2022)
- Капитан 2 ранга Борисенко Сергей Сергеевич (2022 — 2024)
- Капитан 3 ранга Капети Богдан Валерьевич (2024— н.в.)